# Paul Groesse
Paul Groesse (28 febbraio 1906 – Los Angeles, 4 maggio 1987) è stato uno scenografo ungherese naturalizzato statunitense.
Vinse tre Oscar alla migliore scenografia: nel 1941 per Orgoglio e pregiudizio, nel 1947 per Il cucciolo e nel 1950 per Piccole donne.

## Filmografia
- La commedia umana (The Human Comedy), regia di Clarence Brown (1943)
- Due ragazze e un marinaio (Two Girls and a Sailor), regia di Richard Thorpe (1944)
- Così sono le donne (A Date with Judy), regia di Richard Thorpe  (1948)
- La vedova allegra (The Merry Widow), regia di Curtis Bernhardt  (1952)
- Tre ragazze di Broadway (Give a Girl a Break), regia di Stanley Donen  (1953)
- Capobanda (The Music Man), regia di Morton DaCosta (1962)